# Holcus annuus
Holcus annuus é uma espécie de planta com flor pertencente à família Poaceae. 
A autoridade científica da espécie é Salzm. ex C.A. Mey., tendo sido publicada em Verzeichness der Pflanzen des Caspischen Meeres 17. 1831.

## Portugal
Trata-se de uma espécie presente no território português, nomeadamente os seguintes táxones infraespecíficos:
- Holcus annuus subsp. setiglumis - presente em Portugal Continental. Em termos de naturalidade é nativa da região atrás referida. Não se encontra protegida por legislação portuguesa ou da Comunidade Europeia.
- Holcus annuus subsp. duriensis - presente em Portugal Continental. Em termos de naturalidade é endémica da Península Ibérica. Encontra-se protegida por legislação portuguesa ou da Comunidade Europeia, nomeadamente pelo Anexo II e IV da Directiva Habitats.